# Pablo Capanna
Pablo Capanna (Florència, 16 de febrer de 1939) és professor de filosofia a la UBA, director de càtedra a la Universitat Tecnològica Nacional (FRBA), escriptor i periodista.
Ha estat subdirector de la revista Criterio, on ha format part del consell de redacció des del 1971 fins al 2001. Ha estat columnista de les revistes El Péndulo i Minotauro i col·laborador en diversos diaris de Buenos Aires i de Montevideo. Des del 1998 escriu al suplement Futuro de Página 12.
Publica El sentido de la ciencia ficción  (1967) que és el primer assaig sobre aquest tema escrit en espanyol. L'han seguit La Tecnarquía (Barcelona, 1973); El Señor de la tarde. Conjeturas en torno de Cordwainer Smith (Buenos Aires, 1984); Idios Kosmos. Claves para Philip K.Dick (Buenos Aires, 1992, 1995); El mundo de la science ficcion (Buenos Aires, 1992); J.G.Ballard. El tiempo desolado (Buenos Aires, 1993); El mito de la Nueva Era (Buenos Aires, 1993) i Excursos. Grandes Relatos de ficción (1999). En els seus llibres i articles s'ha interessat pel pensament utòpic, el mite, la cultura, la ciència i la religió dins l'era tecnològica.